# Papaipema rutila
Papaipema rutila är en fjärilsart som beskrevs av Achille Guenée 1852. Papaipema rutila ingår i släktet Papaipema och familjen nattflyn. Inga underarter finns listade i Catalogue of Life.